# Obergericht Rotenburg an der Fulda
Das Obergericht Rotenburg war ein Gericht der zweiten Instanz in Rotenburg an der Fulda im Kurfürstentum Hessen. Es bestand nur sehr kurze Zeit, vom 1. Februar 1849 bis zum 31. Oktober 1851, und war verantwortlich für die zweitinstanzliche Rechtsprechung in den per Gesetz vom 31. Oktober 1848 in der Folge der Märzrevolution geschaffenen Verwaltungsbezirken Hersfeld und Schmalkalden.

## Geschichte
Der Einrichtung des Gerichts gingen lange Verhandlungen um die Frage voraus, ob Hersfeld oder Rotenburg dessen Standort werden sollte. Hersfeld erhielt schließlich das Bezirksamt, Rotenburg das Obergericht. Diesem unterstanden insgesamt 17 Justizämter, die in Brotterode, Friedewald, Herrenbreitungen, Hersfeld I, Hersfeld II, Melsungen, Nentershausen, Niederaula, Raboldshausen, Rotenburg I und II, Schenklengsfeld, Schmalkalden, Sontra, Spangenberg und Steinbach-Hallenberg.
Das Gericht bestand, je nach Verfahren, aus einer Zivilkammer mit mindestens drei Richtern und einer Kriminalkammer mit mindestens fünf Richtern in „peinlichen“ und mindestens drei Richtern in anderen Strafsachen. Zudem gab es eine Ratskammer mit drei Richtern für im Strafvorbereitungsverfahren zu erteilende Entscheidungen sowie eine Anklagekammer mit fünf Richtern. Insgesamt sollte das Gericht mit 9 bis 11 Richtern besetzt werden. Das Gericht wurde im 1832/33 erbauten und vergleichsweise repräsentativen Gebäude der neuen Stadtschule (Elementarschule, „Gelbe Schule“) vor dem kurz zuvor abgebrochenen Untertor untergebracht, das die kurfürstliche Regierung von der Stadt Rotenburg zu diesem Zweck für 10.906 Taler kaufte, diese Summe dann aber über viele Jahre ratenweise und mit Zinsen abstotterte. Das Gericht, dessen Verhandlungen öffentlich und mündlich stattfanden, tagte häufig auch in Schmalkalden, um die Kosten für Zeugengebühren bei Verfahren aus der Herrschaft Schmalkalden zu minimieren
Am 31. Oktober 1851 wurde das Obergericht Rotenburg, wie auch die Obergerichte in Hanau, Marburg und Rinteln, aufgelöst. Es blieben nur noch die Obergerichte in Kassel und Fulda.

## Nachfolgegerichte
In Rotenburg wurde stattdessen 1852 ein Kriminalgericht gebildet, zuständig für die Justizämter Rotenburg I und II, Nentershausen, Sontra, Melsungen, Raboldshausen und Spangenberg. Es bezog, gemeinsam mit den beiden Rotenburger Justizämtern, die zuvor recht mangelhaft im Marstall des Rotenburger Schlosses untergebracht waren, das Gebäude des aufgelassenen Obergerichts und bestand bis 1863. Zweite Instanz sowohl für die Justizämter als auch die Kriminalgerichte waren nun die Obergerichte in Kassel und Fulda.
Nach der Annexion Kurhessens durch Preußen wurden 1867 die bisherigen Justizämter Rotenburg I und II zum Amtsgericht Rotenburg zusammengelegt. 1879 wurde das erst im September 1867 einrichtete Kreisgericht Rotenburg aufgelöst und das Amtsgericht bezog dessen Diensträume. Dort befand es sich bis 1972. Der Bau wurde 1973 abgerissen.